# Германов, Игорь Анатольевич
И́горь Анато́льевич Ге́рманов (род. 14 января 1973, Пермь) — российский социолог, ректор Пермского государственного национального исследовательского университета (с 2024, исполнял обязанности с 2023), проректор по развитию персонала, социальной политике и внеучебной работе (2015—2020), председатель профсоюзной организации работников ПГНИУ, член президиума Евразийской ассоциации профсоюзных организаций университетов, член центрального совета Профсоюза работников народного образования и науки РФ.

## Биография
В 1991—1996 годах — студент исторического факультета; в 1996—1999 годах — аспирант кафедры социологии и политологии Пермского университета. Под руководством А. Г. Антипьева защитил кандидатскую диссертацию «Региональная система образования и социальные проблемы реализации региональных интересов» (1999).
С 2000 года начал преподавательскую деятельность на кафедре социологии и политологии ПГУ (ныне кафедра социологии ПГНИУ), с 2009 года — доцент кафедры.
С 2011 — председатель профсоюзной организации работников ПГНИУ, с 2015 года — проректор по развитию персонала, социальной политике и внеучебной работе.
Темы научных исследований: современные российские профсоюзы, рабочее движение, социальная политика.

## Членство в общественных организациях
- Член президиума Евразийской ассоциации профсоюзных организаций университетов.
- Член центрального совета Профсоюза работников народного образования и науки РФ.
- Председатель профсоюзной организации работников Пермского университета.

## Награды
- Знак Профсоюза «25 лет Общероссийскому Профсоюзу образования»,
- Почётная грамота министерства образования.

## Научные работы
- Германов И. А. Региональный опыт и проблемы развития социального партнерства в России // Россия: социально-экономические и правовые проблемы трансформации общества. Пермь: Изд-во Перм. ун-та, 2000. С. 220—234.
- Германов И. А. Межотраслевые профсоюзные объединения на субрегиональном уровне // Профсоюзное пространство современной России / под ред. В. Борисова, С. Кларка, М.: ИСИТО, 2001. С.175-189.
- Программа социологического мониторинга состояния системы социального партнерства на региональном уровне // Перм. университет: авторы к.э.н. Кабалина В. И., к.и.н. Плотникова Е. Б., к.с.н. Германов И. А., Кузнецов А. Е. — Пермь, 2002. — 28 с.
- Профессиональное обучение и переподготовка в условиях структурной перестройки российской экономики: роль государственной службы занятости // Социально-трудовые исследования: Выпуск XIV / Ред. кол.: Комаровский В. В., Клопов Э. В., Назимова А. К. и др. Руководитель авт. кол. Выпуска — Кабалина В. И. М.: ИМЭМО РАН, 2003, 106 с. (в соавт.).
- Германов И. А., Плотникова Е. Б., Плотникова Е. В. Организационная деятельность профсоюзов по привлечению новых членов // Вестник Прикамского социального института: серия: экономика, политика, социология, право. Вып. 2(15). — Пермь, ПСИ, 2005. С. 51-64.
- Германов И. А. Роль региональный трехсторонних соглашений в регулировании социально-трудовых отношений //Профсоюзы России: организация или пространство? / Под ред. В. Борисова, С. Кларка. М.: ИСИТО, 2004. С. 172—195.
- Плотникова Е. Б., Германов И. А., Кузнецов А. Е., Плотникова Е. В. Институционализация социального партнерства на субрегиональном уровне // Социально-трудовые исследования. Выпуск XVIII / Ред. колл.: Комаровский В. В., Клопов Э. В., Садовая Е. С., Руководитель выпуска Комаровский В. В. М.: ИМЭМО РАН, 2005. С. 13-20.
- Плотникова Е. Б., Германов И. А., Кузнецов А. Е., Плотникова Е. В. Проблемы становления и развития социального партнерства в Пермской области // Социально-трудовые исследования. Выпуск XVIII / Ред. колл.: Комаровский В. В., Клопов Э. В., Садовая Е. С., Руководитель выпуска Комаровский В. В. М.: ИМЭМО РАН, 2005. С. 8-13.
- Проблемы социального диалога на промышленных предприятиях (по итогам мониторингового обследования) // Социально-трудовые исследования. Выпуск XVIII / Ред. колл.: Комаровский В. В., Клопов Э. В., Садовая Е. С., Руководитель выпуска Комаровский В. В. М.: ИМЭМО РАН, 2005. С. 20-28. (в соавт.).
- Германов И. А. Успешные предприятия и государство в России // Социально-трудовые исследования. Выпуск XVIII / Ред. колл.: Комаровский В. В., Клопов Э. В., Садовая Е. С., Руководитель выпуска Комаровский В. В. М.: ИМЭМО РАН, 2005. С. 36-47.
- Факторы мотивации членства в профсоюзе // Социально-трудовые исследования. Выпуск XVIII / Ред. колл.: Комаровский В. В., Клопов Э. В., Садовая Е. С., Руководитель выпуска Комаровский В. В. М.: ИМЭМО РАН, 2005. С. 80-88.
- Проблемы юнионизации работников промышленных предприятий и мотивация членства в профсоюзе //под ред. И. А. Германова, Е. Б. Плотниковой; Перм. ун-т. — Пермь, 2006. 179 с.
- Плотникова Е. Б., Германов И. А., Кузнецов А. Е. Работники как субъекты трудовых отношений: изменение стратегий участия в управлении производством на современных российских предприятиях. Перм. ун-т. Пермь, 2007. 270 с.
- Германов И. А. Теоретические подходы к исследованию причин изменения численности профсоюзов // Вестник Пермского университета. 2008. Сер. Социология, вып. 2 (18). С. 40-48.
- Германов И. А., Лазутина И. В., Плотникова Е. Б. Инновационная деятельность промышленных предприятий: особенности управления персоналом (опыт предприятия машиностроения) // Социально-трудовые исследования. Выпуск XXI / Ред. кол. Комаровский В. В., Садовая Е. С., Андрукович Л. Н., Веденеева В. Т. — М., ИМЭМО РАН, 2008. С. 60-78.
- Социологический портрет Пермского края: региональные социокультурные традиции в условиях политико-административных инноваций / Е. Б. Плотникова, И. А. Германов, Н. В. Борисова, Н. А. Несевря, В. Г. Попов, Л. А. Хачатрян. Перм. гос. ун-т. — Пермь, 2008. 164 с.
- Плотникова Е. Б., Германов И. А., Плотникова Е. В. Корпоративная социальная ответственность: становление практик и концептуализация понятия (западный и российский опыт) // Вестник Пермского университета. Сер. Политология. 2009. Вып. 2 (9). С. 13-20.
- Н. В. Борисова, И. А. Германов, Н. А. Несевря, Е. Б. Плотникова Политико-административные решения социально-экономических и социокультурных проблем в Пермском крае //Политическая наука: Сб. науч. тр. / РАН. ИНИОН. Центр социальных науч.-информ. Исслед. Отд. полит. науки; Росс. ассоц. полит. науки; Ред. кол.: Ю. С. Пивоваров, гл. ред., и др. — М., 2009. — № 2:
- Региональная политика и развитие территорий в условиях административно-политической реформы 2004—2008 гг. / Ред.-сост. Л. Н. Верченов, А. В. Дахин. С. 132—153.
- И. А. Германов, Е. Б. Плотникова Протестная активность работников в России // Вестник Пермского университета. Сер. «Социология». 2009. № 8 (34). С. 26-40.
- Germanov What does Determine Labour Social Protest Today? / European Society or European Societies: a View from Russia / Ed. by V.A. Mansurov. — M.: Maska, 2009. P.118-119.
- Германов И. А. Самоорганизация работников и протестная активность / Профсоюзы на предприятиях современной России: возможности ребрендинга / под ред. И.Козиной. М.: ИСИТО. 2009. (1,2 п.л.).
- Институционализация корпоративной социальной ответственности на современных российских предприятиях / И. А. Германов, Е. Б. Плотникова, А. Е. Кузнецов, Н. В. Борисова, Е. В. Плотникова, К. А. Петухов; под общ. ред. И. А. Германова; Перм. гос.ун-т. — Пермь, 2010. 140 с.